# Уромське сільське поселення
Уро́мське сільське поселення — муніципальне утворення в складі Малопургинського району Удмуртії, Росія. Адміністративний центр — село Уром.
Населення — 2886 осіб (2015; 2878 в 2012, 2909 в 2010).
До складу поселення входять такі населені пункти:
| Населений пункт        | Населення, осіб (2010) | Населення, осіб (2012) |
| ---------------------- | ---------------------- | ---------------------- |
| Алганча-Ігра, присілок | 267                    | 262                    |
| Баднюк, присілок       | 13                     | 13                     |
| Бажаново, присілок     | 156                    | 155                    |
| Бугриш, присілок       | 10                     | 13                     |
| Гарі, виселок          | 7                      | 6                      |
| Гожня, присілок        | 703                    | 701                    |
| Дома 1066 км, починок  | 6                      | 6                      |
| Дома 1068 км, починок  | 22                     | 25                     |
| Дома 1072 км, починок  | 16                     | 16                     |
| Дома 1074 км, починок  | 1                      | 1                      |
| Дома 1077 км, починок  | 39                     | 40                     |
| Каймашур, присілок     | 42                     | 45                     |
| Карашур, присілок      | 201                    | 192                    |
| Косоєво, присілок      | 107                    | 105                    |
| Лебедівка, присілок    | 46                     | 46                     |
| Мала Уча, присілок     | 106                    | 106                    |
| Питцам, присілок       | 66                     | 67                     |
| Уром, село             | 1101                   | 1079                   |

В поселенні діють 2 середні (Гожня, Уром) та 3 початкові (Алганча-Ігра, Бажаново, Карашур) школи, 2 садочки (Гожня, Уром), 5 фельдшерсько-акушерських пункти (Алганча-Ігра, Бажаново, Гожня, Карашур, Уром), 3 клуби, 4 бібліотеки.
Серед промислових підприємств працюють підстанція «Удмуртська» — виробнича дільниця філіалу ВАТ «Головмережсервіс» Уралу та Західного Сибіру, ТОВ «Уромське» та Уромська нафтобаза ТОВ «Центройл».